# Lankhor
Lankhor — французская компания, производившая видеоигры. Создала известную игру Mortville Manor, в которой использовался синтезатор речи.

## История
Компания появилась в 1987 году в результате слияния двух небольших студий (BJL Langlois и Kyilkhor Création). Её штаб-квартира была расположена в окрестностях Версаля, к юго-западу от Парижа. 
С 1994 года компания перестаёт самостоятельно издавать игры и сосредотачивается на их разработке. 
Компания закрылась в 2001 году из-за финансовых проблем.

## Игры
- 1987 Mortville Manor
- 1987 No (Never Outside!)
- 1987 Wanderer
- 1988 Elemental
- 1988 G.Nius
- 1988 Killdozers
- 1988 Rody & Mastico
- 1988 Troubadours
- 1990 Maupiti Island
- 1990 Raiders
- 1990 Saga
- 1990 Sdaw
- 1990 La Secte Noire
- 1991 Alive
- 1991 Alcantor
- 1991 Burglar
- 1991 Fugitif
- 1991 Infernal House
- 1991 La Crypte Des Maudits
- 1991 La Malédiction
- 1991 Le Trésor D'Ali Gator
- 1991 Mokowe
- 1991 Outzone
- 1991 Vroom
- 1992 Silva
- 1992 Survivre
- 1992 Vroom Data Disk
- 1993 Black Sect
- 1993 Vroom Multiplayer
- 1995 Kawasaki Superbike
- 1999 Official Formula 1 Racing
- 2000 F1 World Grand Prix
- 2000 Warm Up!
- 2002 Ski Park Manager